# Ютербог
Ютербог (на немски: Jüterbog) е град в Германия, разположен в окръг Телтов-Флеминг, провинция Бранденбург. През него преминава река Нуте, намира се на 39 километра югозападно от столицата Берлин. Към 31 декември 2011 година населението на града е 12 624 души.

## История
В края на Средновековието селището е подчинено на Магдебургското архиепископство. През 1611 година там е подписан договор между Бранденбург и Саксония, уреждащ наследяването на херцогство Юлих. През 1644 година, по време на Тридесетгодишната война, войските на Швеция нанасят поражение на императорската армия край Ютербог. С Вестфалския договор от 1648 година градът е предаден на Саксония, след Виенския конгрес през 1815 година е присъединен към Прусия и през 1871 година става част от обединена Германия. След Втората световна война остава в окупационната зона на Съветския съюз, а след това е част от Германската демократична република до Обединението на Германия през 1990 година.

## Личности
В Ютербог е роден зоологът Йохан Фридрих фон Брант (1802-1879).